# 피아트 M11/39
피아트 M11/39는 제2차 세계 대전 당시 이탈리아군이 사용한 경전차다. 1939년부터 사용되었으나, 탑재된 37mm 전차포의 약한 위력과 너무 가벼운 장갑으로 인해 사용시기는 짧은 편이다. 차체 자체는 보다 성공적인 모델이었던 피아트 M13/40의 차체로 전용되었다. 그러나, 북아프리카 전역 당시 이탈리아군을 낮게 평가했던 에르빈 롬멜은 M11/39나 M13/40 모두 시원찮게 평가했다. M은 이탈리아어로 중형(당시 이탈리아군 기준)이란 의미이며, 11은 중량, 39는 생산되기 시작한 1939년을 의미한다.

## 개발
M11/39은 피아트사가 1932년에 Carro di Rottura라는 이름으로 처음 개발했었다. 이때는 중량 8톤이었다가, 1937년 6월에 개발된 프로토타입에서는 중량이 13톤으로 늘었다. 이탈리아 육군은 이 전차를 100대 주문했고, 매월 9대씩 생산되어 납품되었다.

## 특성
엔진은 차체 후방에 위치했으며, 로드휠은 6개였고 조종은 전방 스프로켓으로 구동했다. 측면 포탑에 37mm 포를 장착했다. 초기 프로토타입에는 RF 1 CA  무전기가 장비되었으나, 실제 생산형에서는 무전기가 제외되었다. 차체 우측 측면에 탑재된 37mm포는 1930년대에는 충분한 화력을 제공했지만, 1941년 이후에는 사실상 대전차무기로서는 쓸모가 없었다. 이후에 등장한 M13/40은 47mm포를 장비했지만, 역시 등장 시점에서는 이미 적군인 미국제나 영국제 전차에는 통하지 않는 물건이었다. 차체 상부의 포탑에는 총안구(Pistol Port)가 설치되어 여기에 기관총이 장착되었다. 장갑은 용접식이 아닌 리벳 접합식으로  용접 방식에 비해 생산성이 떨어졌고, 충격을 받게 되면 리벳이 튀어나가는 경우도 있었다.

## 배치와 실전
M11/39은 아리에테 기갑사단의 2개 전차대대에 각 31대씩 배치되었다. 생산된 100대 중 24대는 이탈리아령 소말릴란드와 에리트레아, 에티오피아 등에 배치되었고 70~72대는 4전차연대 소속으로 아프리카 전선에 투입되어 북아프리카 전역 초기 이집트 침공의 선두에 섰으나, 시디바라니에서 영국 서부사막군의 반격 당시 마틸다 보병전차에 완패했다. 이때 투입된 M11/39 중 5대가 오스트레일리아 6 사단에 노획되어 1941년 1월, 토브룩 공격 당시 이탈리아군 공격에 사용되었다.